# Ursholmen

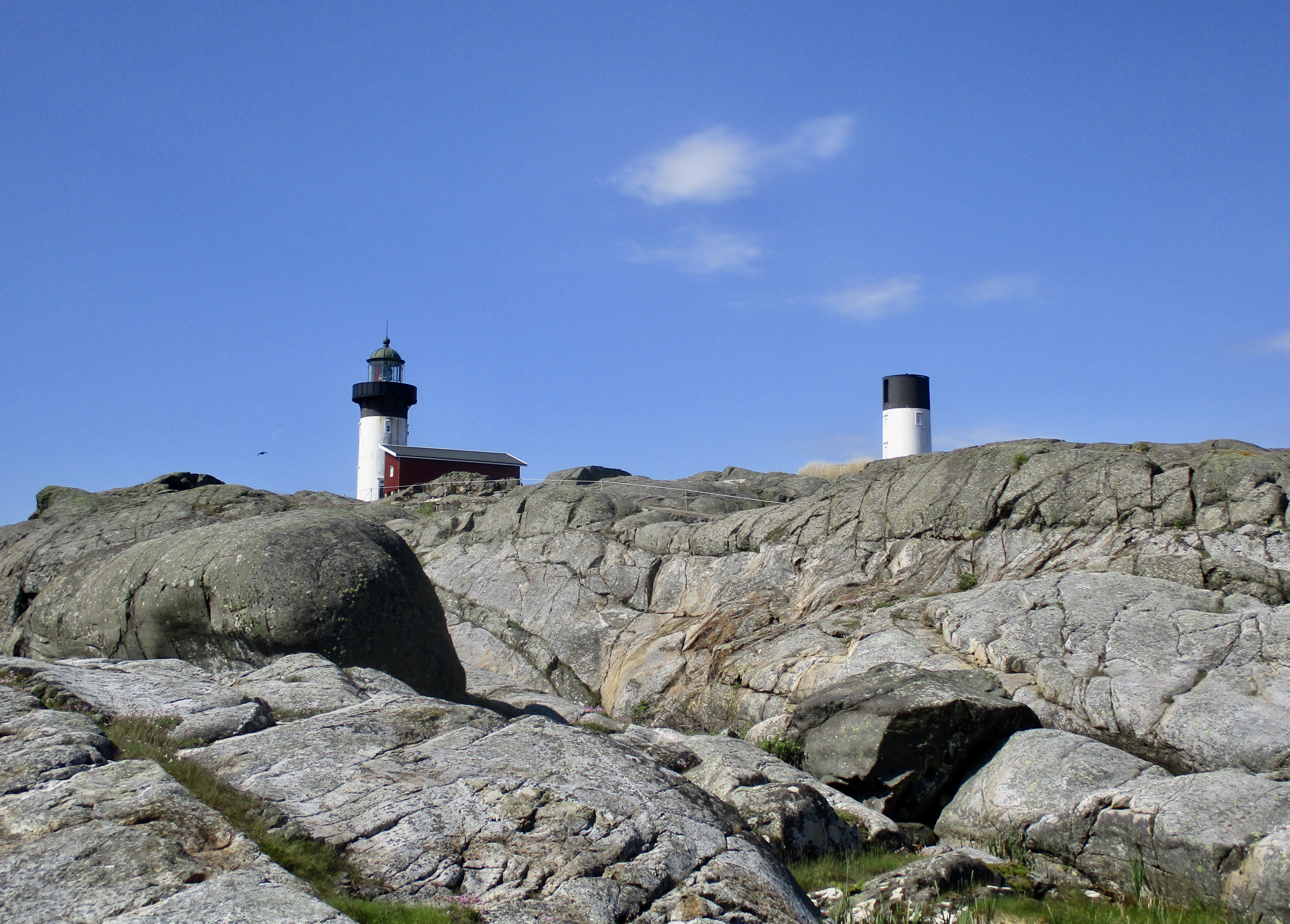
Yttre Ursholmen med de båda fyrtornen varav det södra har kvar sin lanternin och fortfarande är i drift. Berggrunden på holmen består av gnejs med inslag av svart diabas.

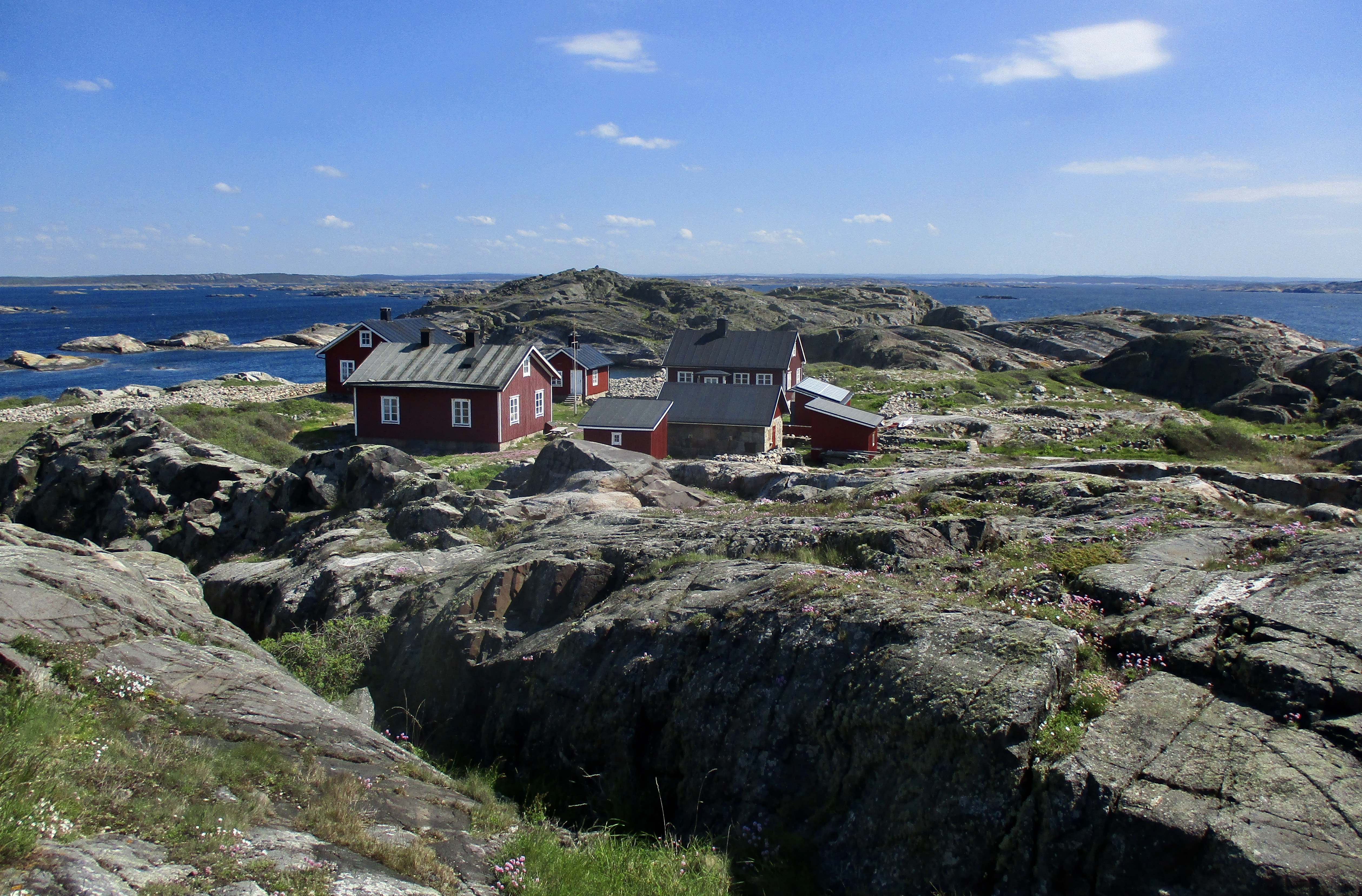
Fyrvaktarbostället på Yttre Ursholmen.

Ursholmen är en ö i Kosterarkipelagen i Strömstads kommun, Bohuslän, Västra Götalands län. Ön är en tidigare bemannad fyrplats och Sveriges västligaste bebyggda ö. Den ligger två distansminuter sydväst om Sydkoster och drygt två distansminuter väster om Ramsö och inom Kosterhavets nationalpark.
Öster om Ursholmen, även kallad Yttre Ursholmen, ligger ön Inre Ursholmen. Avståndet mellan öarna är omkring fyrtio meter där sundet är som smalast.

## Geologi
Ursholmarnas berggrund består huvudsakligen av gnejs. Gnejsen är genombruten av parallella gångar av svart diabas. De väl synliga diabasgångarna kallas ”Hin Håles (Djävulens) Harvedrag”. Mellan 1890 och 1903 bröts diabas på Inre Ursholmen bland annat för förädling till gravstenar. Tyvärr var järnhalten i diabasen så hög att gravstenarna rostade, varför brytningen upphörde.

## Fyrarna
Fyrplatsen på Yttre Ursholmen är en så kallad dubbelfyr med två 13 meter höga torn. Den etablerades år 1891 och ersatte de misslyckade dubbelfyrarna på Nordkoster. När fyrarna uppfördes blev de Sveriges första fyrar med betongtorn.
År 1931 släcktes en av de två fyrarna och dess överdel togs bort. Den kvarvarande fyren automatiserades och elektrifierades 1965. År 2000 togs elkabeln bort och istället installerades solpaneldrift. Samtidigt reducerades också fyrens ljusstyrka väsentligt. År 2008 överlät Sjöfartsverket fyrtornen till Naturvårdsverket, som tidigare ägde den övriga bebyggelsen på ön. Sjöfartsverket betalade även en summa pengar till reparationer, då skicket på de båda tornen var eftersatt.
När fyrpersonalen var som störst fanns det en skola på Ursholmen under en del av året. Bebyggelsen på Ursholmen består av de två fyrtornen, tre bostäder, ett museum (tidigare förrådsbod), fyra ladugårdar samt ved- och fäbodar.

## Etymologi
Ursholmarna har uppkallats efter sina, på läsidan, steniga stränder, med klappersvallar med rundade stenar (stenmalar på bohuslänska). Ur eller or är fornvästnordiska för sten.